# G-Unit Film & Television
G-Unit Film & Television, Inc. (також знана як G-Unit Films) — кінокомпанія, заснована у 2003 р. Кертісом «50 Cent» Джексоном. 2009 року 50 Cent і Рендалл Емметт створили Cheetah Vision, фактично призупинивши діяльність компанії на деякий час. G-Unit Film & Television працювала над реаліті-шоу Dream School, драматичним телесеріалом Power, відеокліпами «9 Shots» та «I'm the Man».